# 시티즈: 스카이라인
《시티즈: 스카이라인》(Cities: Skylines)은 핀란드의 게임 개발사인 콜로설 오더가 개발하고 패러독스 인터랙티브에서 퍼블리싱 하여 2015년에 첫 발매한 도시 건설 시뮬레이션 게임이다. 콜로설 오더는 자사의 경영 시뮬레이션 게임인 시티즈 인 모션 시리즈를 만들면서 본 작품을 구상및 개발하였다.
시티즈: 스카이라인은 맥시스에서 발매하고 유통하는 심시티와 유사한 도시 건설 시뮬레이션 게임으로, 콜로설 오더측은 1990년대와 2000년대 초반 게임들에서 영감을 받았으며, 이를 현대적인 감성으로 표현하려고 하였다. 이로 인해 개발할 때 심시티 4를 벤치마킹하여 개발되었다. 시티즈: 스카이라인은 2014년 게임스컴에서 콜로셜 오더 측의 퍼블리셔인 패러독스 인터랙티브에 의해 처음 공개되었으며, 시티즈: 스카이라인은 죽어가던 도시 건설 시뮬레이션 장르를 살렸다는 평가를 받고 있다.
시티즈: 스카이라인은 2015년 게임스컴에서 엑스박스 원 플랫폼으로 내놓을 것을 발표하였으며, 2017년 5월 19일에는 윈도우 스토어에, 2018년 7월 13일에는 오리진에 출시됐다. 2017년 8월 15일 플레이스테이션 4용으로 발매되었으며, 2018년 9월 13일에는 닌텐도 스위치로도 이식되었다.
2019년 7월 16일, 한 유저가 시티즈: 스카이라인이 튜링 완전함을 증명해냈다.

## 게임 플레이

파크 라이프까지 설치한 시티즈: 스카이라인 실행 화면

시티즈: 스카이라인은 심시티류와 마찬가지로 도시 건설에 초점을 둔 도시 건설 시뮬레이션 게임이다. 플레이어는 도시의 주거, 상업, 공업 구역을 설정하고, 설정된 구역에 전기, 수도, 쓰레기 처리와 같은 기반 시설들을 배치하고, 교통을 정비하고 대중교통을 배차하는 등, 플레이어가 운영하는 도시 내의 시민들의 행복도를 올림과 동시에 안정적인 예산을 유지하면서 도시를 개발하는 과업을 수행해 나가야 한다.
이런 과정들 속에서 일정 이상의 인구 기준을 넘게 되면 고급 건물에 대한 잠금이 풀리며, 이런 고급 건물에 대한 수요도 증가하게 되는 걸 볼 수 있다. 도시가 점차 확장되어감에 따라 플레이어는 인접한 다른 구역을 구매하여 도시의 크기를 늘릴 수 있다. 맵의 총 크기는 10개의 타일이며, 처음 주어지는 도시의 크기는 4제곱 킬로미터(2km x 2km) 타일 한 칸에서 시작하여 최대 36 제곱 킬로미터, 즉 9칸까지 도시 크기를 늘릴 수 있다. 모드를 이용하면 81타일로 이루어진 맵 전체가 해금되며, 324 제곱 킬로미터(18km x 18km)까지 도시 크기를 확장할 수 있다.
심시티의 뉴스와 마찬가지로, 시티즈: 스카이라인에서는 화면 맨 위의 중간에 '짹짹이(Chirpy)'라는 트위터의 패러디가 있어 플레이어에게 도시 상태에 대해서 보여준다. '짹짹이'는 콜로설 오더의 CEO 마리나 할리카이넨이 다른 팀원들이 심시티의 뉴스를 도입하려고 하자 모두들 온라인으로 이야기 하는데 뉴스 대신 트위터 뉴스피드를 가져오고, 이 이름을 Chirps 아닌 Chirpy로 하자 라고 우겨서 만들어진 것이다. 이 Chripy 아이디어는 CEO가 시티즈: 스카이라인 개발과 관련하여 주장한 단 한 가지였으며, 또한 이걸 제안한 할리카이넨은 사람들이 짹짹이를 싫어하는 것에 충격을 받았다. CEO는 포럼에서 이에 대해 사과를 하였지만, 계속 이를 놔두었으며, 사람들이 신문을 더 이상 보지 않지만, 온라인 상의 짹짹이에 대해서 열광하는 것이 이상하게 보였다고 인터뷰에서 말했다. 어쨌든 짹짹이는 계속 시티즈: 스카이라인의 마스코트로 남았다. 2015년 만우절 때 패러독스 개발 스튜디오에선 짹짹이를 패러독스 개발 스튜디오에서 개발하고 있는 다른 게임들(유로파 유니버설리스 4, 크루세이더 킹즈 2, 하츠 오브 아이언 4)에 추가하였으며, 스텔라리스에서는 패러독스 계정 로그인을 할시 짹짹이 초상화를 주고 있다. 이외에도 여러 확장팩에서 짹짹이의 모습을 계속 추가하고 있으며, 짹짹이 뉴스 피드에서 짹짹이의 모습을 바꿀수 있다.
시티즈: 스카이라인에서는 중력의 영향 혹은 펌프로 물을 퍼올린 이유 등으로 줄어드는 동적인 물 흐름 시뮬레이션이 추가되었으며, 이로 인하여 저지대에 위치한 도시 구역들이 침수될 위험이 있으며, 하수도 시설에서 발생한 오염이 상수도 시설에 영향을 미칠 수 있다. 또한 이런 발전된 물 흐름 시뮬레이션을 이용하여 원한다면 간척지를 개발 할 수도 있으며, 시티즈: 스카이라인은 시민 하나하나의 목적지와 목적지까지 가는 최적 교통수단의 경로, 자동차의 경로, 그리고 도시 내 물자의 이동 등을 모두 시뮬레이션한다.또한 이 연산에는 낮과 밤이 도시에 미치는 영향, 도시의 날씨와 기온 등도 포함되어 있다.
이로 인해 시티즈: 스카이라인은 어마어마한 연산량을 필요로 하는데, 이런 연산량을 그나마 줄이기 위해서 여러 가지 방법들이 시행되고 있다. 예를 들어, 시티즈: 스카이라인의 고층 주거 단지의 경우, 아파트 한 채에 20가구 정도가 살게 설정을 해놓는다든가, 도시 교통의 경우 플레이어의 화면 상에 나타나지 않은 구역에서는 중요 규칙들을 제외하고 나머진 넘기고, 전력과 수도같은 사회간접자본의 경우에는 실제 도시와 다르게 매우 작은 값을 차지하도록 되어 있으며, 심시티처럼 수요를 일일이 계산하는 게 아닌 범위로 계산하고 있다. 또한 도시 내 환경오염에서도 수질 오염과 토양 오염이 구현되어 있지만, 바람 방향들을 다 계산해야 하는 대기 오염이 빠지고 그 자리에 소음 공해가 들어가 있다. 교육 기관의 경우엔 범위로 계산하지만, 교육 기관에 다니는 학생들의 경우엔 교육 기관까지 가는 등·하교길을 시뮬레이션을 하도록 되어 있다.
이 외에도 시티즈: 스카이라인에는 '지구'(District) 기능이 추가되어 있는데, 지구를 설정하여 특화 산업을 설정할 수 있으며 또한 지구 안에서만 미치는 도시 정책과 조세 정책을 설정할 수 있다.
시티즈: 스카이라인은 자체적인 지도 편집기와 게임 내부 자산 편집기를 갖추고 있으며, 또한 유니티 사용으로 인해 게임 내적 알고리즘의 모딩과 게임 내부 자산들을 자유자재로 추가할 수 있다. 또한 스팀웍스 기능중 하나인 스팀 워크샵를 지원하여 다른 사용자들과 게임 내부 자산과 모드들을 공유할 수 있다. 그렇지만, 게임 내부 자산을 제외한 게임 엔진과 알고리즘을 건드리는 모드를 사용하게 되면 스팀 도전과제를 해금할 수 없게 된다.
시티즈: 스카이라인 스팀 워크샵의 경우, 맥시스 해체 후 EA에서 해고된 심시티 건물 디자이너가 건물을 제작한 게 화제가 되기도 하였다. 당사자인 브라이언 섀넌(Bryan Shannon)은 플로리다의 링링대학교에서 게임 디자인을 전공하였으며, 2013년 맥시스에서 심시티를 작업하면서 풀타임으로 근무하게 되었다. 그러나, 심시티는 몰락의 길로 접어들었으며, 이에 EA가 맥시스를 해체하면서 그는 직장에서 해고되었으며, 여러 개인사적 혼란 속에서 시티즈: 스카이라인 모드를 만드는 것을 위안으로 삼았다. 섀넌은 모딩툴이 나오고 거의 처음으로 건물 에셋을 올렸으며, 그는 Patreon에다가 자신의 계정을 만들어서 자기가 올린 게임 내 자산당 8달러를 후원받았다. 그후 자신에 대해 관심을 가진 코타쿠 측으로부터 인터뷰 제의를 받았으며, 이 인터뷰로 인해서 그는 그가 올린 게임 내 자산당 575 달러를 후원받게 된다. 이후 그는 번지 스튜디오와 Hi Rez 스튜디오측으로부터 입사 제안을 받았으며, 결과적으로 아케인 스튜디오에 들어가게 되어 디스아너드 2의 3D 그래픽을 맡게 된다.
현재 시티즈: 스카이라인의 워크샵에는 십만 개 이상의 모드나 게임 내 자산들이 등록되어 있으며, 모든 장르를 통틀어서도 거대한 모드 커뮤니티를 가지고 있다고 평가된다.

## 확장팩
| 한글 제목   | 영어 제목         | 내용 | 발표날짜         | 발매날짜         |
| ----------- | ----------------- | --- | ---------------- | ---------------- |
| 애프터 다크 | After dark        | - 도시에 관광 특구와 레저 특구 설정 가능 및 특성화 - 교도소 추가 - 화물 허브, 버스 터미널, 택시, 국제 공항등의 새로운 교통 건물들 추가 - 자전거와 자전거 도로가 생겼으며, 버스 전용차도도 건설할 수 있게 되었다.               | 2015년 8월 7일   | 2015년 9월 24일  |
| 스노우폴    | Snowfall          | - 새로운 겨울 테마 추가 및 도시 중앙 난방 옵션 추가 및 제설차량 추가 - 확장된 대중 교통 옵션 (모드를 공식 패치에 추가) | 2016년 1월 19일  | 2016년 2월 20일  |
| 자연 재해   | Natural Disasters | - 시나리오 기능 추가 - 자연 재해 추가와 더불어 자연 재해 수립 대책 서비스 및 건물들 추가 - 게임 기본음악 외 재난 방송과 더불어 게임안에서의 광고, 그리고 음악이 흘러나오는 라디오 기능 추가와 더불어 여러 라디오 스테이션 추가 | 2016년 8월 18일  | 2016년 11월 29일 |
| 매스 트랜짓 | Mass Transit      | - 새로운 교통수단 추가 - 페리, 케이블카, 비행선, 모노레일 - 여러 교통수단을 사용하여 환승할 수 있는 대량 운송 허브 건물 추가 - 새로운 시나리오 추가 및 운송 시스템과 도로 종류, 새로운 교각와 운하의 추가                      | 2017년 2월 28일  | 2017년 5월 18일  |
| 그린 시티   | Green City        | - 새로운 빌딩, 서비스 건물, 공원, 전기자동차 등 350가지 에셋들을 추가 - 새로운 특성화 지구 추가 및 시나리오 추가 | 2017년 8월 22일  | 2017년 10월 19일 |
| 파크라이프  | Parklife          | - 새로운 공원 추가 및 공원 지구 추가, 새로운 건물등을 추가 - 공원 관리와 더불어 공원 지구에서는 도로가 아닌 곳에서도 건물 추가 가능, 공원관련 시행령 추가                                                                      | 2018년 4월 24일  | 2018년 5월 24일  |
| 인더스트리  | Industries        | - 새로운 산업 공급 라인과 더불어 공단지구 및 새로운 건물등 추가 - 우체국 추가 | 2018년 10월 11일 | 2018년 10월 23일 |
| 캠퍼스      | Campus            | - 새로운 대학교 단지 3곳과 더불어 대학교 지구및 새로운 건물들 추가 - 스포츠팀 추가 | 2019년 5월 9일   | 2019년 5월 21일  |
| 노을향      | Sunset Harbor     | - 수산화 특화 - 대중교통 허브 추가 - 트롤리 버스, 지상 지하철, 비행교육원 - 상업용 헬리콥터 추가 | 2020년 3월 19일  | 2020년 3월 26일  |

### 기타 DLC
유로 2016을 기념하기 위해 무료로 풀린 Match Day DLC의 경우는 다른 DLC와 다르게 준 확장팩 취급인데, 이 DLC는 축구장 건물과 더불어 지역 축구단과 축구단에 관련한 정책들을 제정할 수 있으며, 축구 경기에서 이겼을 시 이긴 보상금이 도시의 금고에 들어오게 된다. 그리고 타 확장팩과 마찬가지로, 이 DLC에서도 짹짹이의 모습이 추가되었다. 또한 이 DLC가 나옴과 동시에 나온 패치에서는, 밤중의 태양광 발전소의 발전용량을 조절한다던지, 좌측 통행시 제설차가 제대로 가게 하고, 또한 예약구매 판에 포함된 요소들을 예약구매 하지 않은 사용자들에게 뿌리는 것도 포함하고 있다. 2017년 8월 17일에는 음악과 더불어 콘서트장, 그리고 콘서트장에 어울리는 정책등을 담은 Concert DLC가 출시되었다.
Match Day와 Concert를 포함한 확장팩이 아닌 DLC는 게임 구동과 무관한 에셋이나 음악, 정책등을 더 추가하며, 확장팩처럼 대규모로 도시를 변경하지 않는다. 이런 DLC의 예로, Match Day 이후에 추가된 Cities: Skylines - Stadiums: European Club Pack을 들수 있는데, 이 DLC는 Match Day에 추가된 축구 스타디움에 여럿 유럽 명문 축구 클럽들(FC 바르셀로나, 첼시 FC, 유벤투스 FC, 파리 생제르맹 FC)의 스타디움을 추가하는 DLC로 구매하지 않아도 축구장의 기능들은 정상적으로 돌아간다. 스타디움이 4개밖에 추가되지 않는 이 DLC가 비싼 이유는 이들 축구 클럽의 정식 라이선스를 받아서 제작했기 때문이다. 이와 더불어 2주년을 기념하여 나온 Pearls From the East에서는 동방명주탑 등의 동양풍의 건물이 추가 되었다. 2017년 12월 5일에는 캐롤 5곡이 포함된 라디오 DLC인 Carols Candles and Candy DLC가 무료로 풀렸다.

#### 모더 DLC
시티즈: 스카이라인은 유명 모더를 고용하여 고용한 모더들이 만든 건물을 DLC로 내놓는다. 이런 건물들도 도시 운영에는 아무런 지장이 없는 코스매틱 DLC로, 콜로설 오더와 패러독스 인터랙티브 측은 이런 DLC를 개발시 모더들이 DLC 건물을 제작하는 비용을 지불하고, 후에 DLC가 출시되면 모더와 판매 수익을 나누는 방식을 취하고 있다.

#### 라디오 DLC
시티즈: 스카이라인 1.6 패치(자연 재해)부터 3가지 라디오 스테이션이 게임상에 등장하였으며, 자연재해 발매시 Relaxation Station 음악 팩이 추가되었으며, 2017년 5월 18일 매스 트랜짓과 함께 락 시티 라디오DLC가 추가되었다. 2017년 12월 5일에는 재즈를 수록한 All That Jazz 라디오 DLC가 출시되었다. 2018년 5월 24일에는 컨트리 라디오 팩이 나왔다. 그후 인더스트리와 발 맞추어, 합성의 새벽 라디오가 추가되었다. 2019년 5월 21일, Deep Focus와 Campus 라디오팩이 출시되었다.

## 개발
개발사인 콜로설 오더는 2009년엔 5명밖에 안 되었으며, 회사 창립부터 도시 시뮬레이션 개발을 생각하고 있었지만, 5명밖에 안되는지라 '이게 과연 될까?' 란 생각을 갖고 있었다. 또한 그 당시 콜로설 오더의 개발자들은 모바일 게임을 개발하다 나왔기 때문에 PC 플랫폼에 대해 전혀 모르던 상태였다. 그로 인해서 처음 아이디어는 진짜 클래식한 도시 건설 게임이었으나, 회사에서 꿈꾸던 도시 건설 시뮬레이션을 개발하기엔 모바일 환경이 너무나 떨어지자 PC쪽으로 옮겨가게 되었다. 콜로설 오더 직원은 2014년 당시 9명이었으며, 2015년 13명으로 인원을 늘렸다. 그리고 콜로설 오더는 시티즈 인 모션 시리즈를 개발하면서, 도시 건설 시뮬레이션에 대한 지식들을 쌓아갔다. 예를 들어서 큰 지도와 건설 도구는 시티즈 인 모션 2에서 비롯된 것이다. 콜로설 오더 측은 심시티를 봤을 때 좌절했지만, 심시티가 위기를 겪으면서 희망이 있다고 판단하여 개발을 진행하였다. 그리고 콜로설 오더는 특정 계층만 즐기던 시티즈 인 모션과 다르게, 시티즈: 스카이라인을 대중들이 더 많이 접할 수 있게 노력하였다.

### 교통
시티즈: 스카이라인을 개발하면서 콜로설 오더는 극한의 마이크로 컨트롤을 요구하면서도 초보 사용자들에게 어필할 수 있는 정교한 교통 시스템을 만들게 된다. 이를 위해 콜로설 오더는 많은 시간을 교통 시스템에 쏟았다. 콜로설 오더 측은 플레이어가 건설하는 모든 시민들이 가정과 직장이 있는 도시민들이 살아 있는 도시를 만들길 원했으며, 이를 위해 한 곳에서 다른 곳으로 이동할 때 계산을 하도록 만들었다. 또한 여기엔 도시를 살아 움직이게 하기 위해 물자들이 상업지구와 공업지역으로 운송되는 것도 포함되었다.
프로그래머인 다미엔 모렐로는 "우린 시민들의 가짜 움직임을 좋아하지 않아요" 라고 말하기도 하였다. 이는 도시의 교통이 도시의 각부분과 연결되어야 한다는걸 의미한다. 이를 위해 콜로설 오더 측은 교통을 설계하면서 도로위의 자동차들이 도로를 계산하여 움직이도록 만들었으며, 또한 시민들의 움직임도 모든 교통수단을 사용하여 도착할 수 있도록 하였다. 이를 위해 자동차가 이동시 초당 4번의 계산을 수행하도록 만들었으며, 게임에서 플레이어가 느끼는 내용으로서, 시티즈: 스카이라인을 처음 접한 경험이 적은 플레이어를 위하여 차가 막히게 되면 다시 차가 원점으로 돌아가는 시스템을 개발하게 된다. 시티즈: 스카이라인의 교통 시뮬레이션 개발은 쉽지 않았는데, 수만개의 복잡성을 가진 모델을 그리기가 힘들어서가 아니라, 혼돈적인 교통체증이 벌어져, 시티즈: 스카이라인을 잘 알지 못하는 플레이어가 이를 알아챈 후 교정하는게 쉽지 않아서였다. 이에 콜로설 오더 측은 시민들의 이동 결정과정과 더불어 교통 규칙을 단순화 하여 플레이어가 혼돈이 어디서 발생하는지 알아 차리게 하였다. 이로 인하여 시티즈: 스카이라인의 교통 규칙은 다음과 같이 짜여졌다.
1. 교통을 시뮬레이션할 때 선착순으로 이를 시뮬레이션한다.[26] 프로그래머 안티 레토는 이를 특히 강조하였다.
2. 도로에 지정된 속도 제한을 넘을 수 없다.
3. 정지 신호일 때 차량은 무조건 서야 한다.
4. 한번에 한 차량만 교차로를 이용할 수 있다.
5. 자동차는 횡단보도를 걸어가는 시민을 칠 수 없다.
6. 선두 차량이 가기로 한 곳을 먼저 처리한다.
7. 플레이어가 보지 않으면 규칙이 적용되지 않는다. 이는 높은 시티즈: 스카이라인의 부하를 줄이기 위한 교통 규칙이지만, 여기서도 시뮬레이션에 큰 영향을 끼치지 않는 규칙만 건너 뛰도록 설계되었다.[28]

이런 규칙들로 인하여 운반해야 하는 물자나 사람들의 예측이 힘들어지게 되었고, 이에 대해 밸런싱을 가하게 되었다. 이런 밸런싱의 결과로 상점들은 건설시 필요 물자의 절반을 미리 갖고 있는 것으로 설정되었으며, 도로가 깔려있지 않으면 지역 설정을 할 수 없도록 변경되었다. 또한 교통으로 인해 도시 구역의 밀도를 상승시키는 것도 먼저 교통쪽을 보도록 짜져 있다.

### 엔진과 기타 기술적 문제
시티즈: 스카이라인을 개발하는 도중, 회사의 오래된 엔진을 고쳐서 계속 사용하는 것보다, 유니티를 쓰는 것이 더 낫다고 판단하였으며,유니티의 유연성으로 인해 견고하면서도 강력한 프레임워크와 엔진을 만들수 있어서 시티즈: 스카이라인은 유니티를 사용하여 개발하게 된다. 또한 유니티는 모드를 만드는게 어렵지 않았으며, 또한 콜로설 오더는 사람들이 모드를 만들기 위해 에디터를 사용하다가 문제가 생기는걸 원치 않았기 때문에, 변경할 수 있는걸 모두 추상화 시킨후 엔진에서 빼버렸다. 그리고 유니티 5로 넘어가면서 64비트 지원을 기본으로 잡고 가게 된다. 또한 프로토타입 단계에선 유니티의 애셋 스토어를 사용하여 개발 속도를 낼수 있었다.
콜로설 오더 측은 시티즈: 스카이라인을 만들때 100만명이 넘는 시민들이 사는 도시를 목표로 프로젝트를 시작하였으며, 이 100만명은 추산으로, 균형잡힌 도시 시스템을 위한 내부 가이드라인이었다. 그리고 현재 시티즈: 스카이라인의 최대 시민수는 220, 1,048,576명이다.

#### 시티즈: 스카이라인 엔진 제약
- 네트워크 세그먼트 개수: 36,864
- 네트워크 노드 개수: 32,768
- 네트워크 레인 개수: 262,144
- 건물 개수: 49,152
- 구획된 지역: 49,152
- 현재 도시 안의 운송가능한 자동차: 16,384
- 주차된 차: 32,768
- 시민: 1,048,576
- 시민 유닛: 524,288
- 시민 인스턴스: 65,536
- 대중교통 라인: 256
- 길 찾는 유닛: 262,144
- 지역 구매: 25
- 지구 개수: 128
- 나무 개수: 262,144
- 사용자 자산 개수: 65,536

엔진 제약을 넘어서게 되면 제약사항에 걸리는 내용들이 게임에서 나타나지 않을 수 있다.

### 초기 발표
시티즈: 스카이라인은 처음 콜로설 오더에서 생각할 때 패러독스 측에서 받아줄거라고 생각하지 않았다. 그러나, 2013년 심시티 사태를 보면서 콜로셜 오더 측에서 시티즈: 스카이라인 개발 의사를 내비쳤으며, 패러독스 인터렉티브에서 이에 대한 지원을 결정하기로 하여 개발에 착수하게 된다. 게임스컴 2014에서 내보인 트레일러 동영상에서는 오프라인 플레이를 강조하였고, 그후 비디오 개발 다이어리에서 CEO인 마리나 할리카이넨이 '우린 단지 돈 벌려고 게임을 만든 것'이라면서 심시티를 패러디하였다.
CEO와의 인터뷰에서도 멀티플레이로 인해 남이 자신의 도시를 망치는 짓이 발생하던 심시티 2013과 다르게, 처음부터 개인에서 돌아가는 싱글플레이를 생각했었으며, 또한 터널과 유럽 건물들과 같은 요소들을 먼저 생각했으며, 앞으로도 멀티플레이가 없을거라고 단언하였다. 콜로설 오더측은 또한 모딩을 강조 하였는데, 이는 콜로설 오더 측이 모딩과 더불어 게임 커뮤니티가 제일 중요하다고 생각해서였다. 시티즈: 스카이라인에는 4개의 모딩 도구가 들어갔으며, 게임 내적 자산을 건드릴수 있는 API를 개발하였다.

## 실제 생활에서의 시티즈: 스카이라인

### 모의 도시 계획
시티즈: 스카이라인은 여러 곳에서 도시 시뮬레이션을 요구하는 곳에서 사용되고 있다. 대한민국에서는 시티즈: 스카이라인을 이용하여 한국수자원공사와 한국국토정보공사가 주최하는 공간정보 시뮬레이션 경진대회를 시행하고 있다. 이 공간정보 시뮬레이션 경진 대회는 2014년부터 시작되었으며, 한국국토정보공사에서 기존의 지적 측량 중심 '스마트지식인 경진대회'를 일반인에게 확장한 것으로, 도시 건설 시뮬레이션 게임으로 살기 좋은 계획도시를 만드는 것이 목적이다. 2014년부터 이 대회는 일반에 공간정보를 알리고 도시의 공간정보 문제를 고민하고 해결할 수 있는 인재 육성과 더불어 참신한 아이디어와 숨겨진 인재를 찾는 행사로 확장하게 되었다. 국토정보공사는 도시 건설 시뮬레이션이 토지, 지형 등 공간정보를 기반으로 한 도시 건설이 주요 과제임을 착안해 공간정보로 기존의 도시 문제점을 해결하거나 새로운 도시 건설을 계획할 수 있는 도구로 활용하기 위해 채택했다. 처음 경진대회의 소프트웨어는 심시티 4: 러시아워였지만, 2015년부터 시티즈: 스카이라인으로 변경하게 된다.
또한 스웨덴 스톡홀름에서는 시티즈: 스카이라인을 사용하여 스톡홀름의 도시 구역중 하나인 노라 유르고르드스타덴 을 시뮬레이션 하려고 하고 있다. 노라 유르고르드스타덴은 현재 구역의 용량 부족으로 인해 12000개의 신규 주거 공간과, 35000개의 업무공간을 채울 계획인데, 스톡홀름 측은 지구의 발전가능성과 더불어 유지 가능성, 그리고 또한 거주민의 필요를 충족시킬만큼 충분한 만능지구를 만들기 위한 목적을 세우고 있으며, 이로 인해 도시 지구 개발에 대한 여러 아이디어를 테스트 하고, 많은 사람들이 이에 대해 대화를 나누고 하기에 도시 시뮬레이션이 딱이어서 시티즈: 스카이라인을 선택하게 되었다. 스톡홀름 측은 시민들과의 다양한 대화가 도시 계획에 필수적이라고 하면서, 커뮤니티 매니저인 에리크 칼마루(Erik Kalmaru)는 "컴퓨터 게임은 아이디어를 얻으면서 더불어 효율적으로 건설하는데 효과적인 도구임과 동시에 과정을 시각화 하기에 유용한 도구"라고 말했다. 또한 2018년에는 국토교통부와 한국토지주택공사가 세종시 스마트시티의 생활권 구상과 도시개발 방안을 제시하는 공모전을 열기로 하였다.국토교통부와 한국주택공사는 국민 관심을 환기시키고, 시티즈: 스카이라인을 통한 디지털 공론장을 만들겠다는 포석을 가지고 이 대회를 열게 되었다.
가디언에서는 실제 도시 계획상의 이상이 컴퓨터 시뮬레이션에서 일어나는지 보기 위해서 시티즈: 스카이라인을 이용하여 환경 전문 기자인 칼 매시슨(Karl Mathiesen)에게 친환경적인 도시를 만들어보라고 시키기도 하였다. 기자는 시티즈: 스카이라인으로 7만 8천명되는 도시의 에너지를 모두 재생가능한 에너지를 사용하게 하였으며, 효과적인 수송과 하이테크와 공해를 발생시키지 않는 공업에 대한 좋은 일자리를 조건으로 도시를 만들었다. 그리고 시티즈: 스카이라인을 돌린 매시슨은 재생 가능 에너지가 게임상의 비현실적인 좋은 날씨로 인해서 저비용으로 나왔다고 말했지만, 도시의 대중교통 시스템은 게임상의 도시와 비교 대상으로 삼은 덴마크 코펜하겐보다 더 떨어졌으며, 코펜하겐과 더불어 게임에서도 쓰레기 처리에 대한 장기적인 해결책을 개발 못한 것이 큰 장애물이라고 평가 했다.
또한 시티즈: 스카이라인을 이용하여 도시 계획자인 핀 윌리엄스(Fill Williams)에게 반자본주의적 도시를 건설하는 과제를 던져주기도 하였다. 저자 윌리엄스는 시티즈: 스카이라인에서 대안 경제모델을 실험하길 원했다. 처음에는 좋게 돌아가는듯 싶었으나, 시티즈: 스카이라인의 시민들이 곧 '쇼핑하고 즐기기 위한 장소를 원한다'라고 저자를 훈계하기 시작했다. 또한 시티즈: 스카이라인은 사적인 관심을 통해 공공시설의 이익을 정량화하였으며, 도시 성장을 강요하였다. 윌리엄스는 이에 저항했지만, 성장이 없자 도시는 파산하였고 그에게 날아온 것은 최후 대출 통첩이었다. 윌리엄스는 맨 마지막에 시티즈: 스카이라인에서 도시 성장없이는 번영을 이룰수가 없으며, 또한 시티즈: 스카이라인의 붐 타운 모델은 포스트 성장 모델과 양립할 수 없다고 설명하고 있으며 또한 저자가 겪은 지역 정치, 유산 그리고 개발자와의 직접적인 협상을 통한 즐거움과 도전을 빠트리고 있다고 적고 있다. 맨 마지막으로 시티즈: 스카이라인의 성장이 선진국의 도시 개획자가 가져야 할 목표가 아니라고 지적하면서, 시티즈: 스카이라인을 가리켜 매력적인 제안을 개발하고 실험하기에 좋은 도구라고 평가하고 있다.

### 도시 교육
2018년 패러독스 인터랙티브에서는 핀란드의 교육 게임회사인 티처게이밍(Teachergaming)과 합작하여 시티즈: 스카이라인 교육 에디션을 선보였다. 시티즈: 스카이라인 교육 에디션은 K-12를 총괄하는 교육도구로, 지속가능한 도시 개발과 활동적인 시민의식과 정부 운영등을 포함한 8개의 시나리오를 포함하고 있다.

## 반응

### 평가

#### 교통 시스템
이스케이피스트에서는 시티즈: 스카이라인의 중요한 점으로 치밀한 교통 시스템을 꼽았으며, 최근 도시 계획의 방향인 대중 교통 환승, 걸어다닐수 있는 가능성을 잘 따르고 있다고 서술했으며, 디스트럭토이드는 시티즈: 스카이라인의 교통은 시간을 많이 잡아먹는 요인이지만, 교통에 대한 어려움이 게임을 더 좋게 만드는 요소라고 말하고 있다. 인벤의 리뷰에서는 시티즈: 스카이라인을 제작한 콜로설 오더의 전작이 교통 시뮬레이션(시티즈 인 모션 시리즈)인 것의 영향인지, 도로와 대중교통만큼은 기존의 도시 건설 시뮬레이션에 못지 않은, 아니 더 능가하는 재미를 가지고 있다고 설명하고 있다. 코타쿠의 리뷰에서서 시티즈: 스카이라인의 대중 교통은 시티즈: 스카이라인을 빛내주는 한 요소라고 평가했다. 시티즈: 스카이라인은 기존 도시 시뮬레이션 게임에서 볼 수 있는 정류장을 그냥 놔두는 개념이 아니라, 정거장과 정류장을 연결해줘야 하기 때문이다. 즉, 시티즈: 스카이라인은 각각의 대중교통의 경로를 직접 계획 할 수 있게 해준다.

#### 역동적인 도시
심시티에서 넘어온 플레이어들은 시티즈: 스카이라인이 제공한 RCI의 균형에 대해서 직면하게 되었다. 시민들은 직장을 구하고 물건을 하고, 상업구역은 일자리와 더불어 시민들에게 물건을 파며, 산업 구역은 일자리를 제공하며 물건을 공급한다. 이 균형이 깨질경우 도시의 행복이 내려가는 걸 볼 수 있다고 디스트럭토이드의 리뷰어가 말했다. 디스트럭토이드는 이게 간단해 보이지만, 도시의 역사가 쌓이면서 여러 가지 요소가 추가되어 처음엔 간단해 보이던게 어렵게 보일 수 있다고 지적하고 있다. 그러면서 초반부터 도시 계획에 대한 틀을 짜야 게임에서 실패하지 않을 수 있다고 설명하고 있다. 이는 이스케이피스트 측 리뷰도 마찬가지였는데, 게임의 에이전트 시스템을 호평하면서 게임상의 시민들의 활동과 이로 인한 문제점이 잘 나타나 있다고 리뷰에서 남기고 있다 디스트럭토이드에선 콜로설 오더가 맥시스에서 오래전부터 꿈꿔왔던 통합된 시민들에 대한 시뮬레이션을 추가하였기에 더욱 그렇다고 설명하고 있다. 즉, 시티즈: 스카이라인에서 시민들은 게임상의 무작위적인 배경이 아니라고 말하고 있다. 도시의 시민들을 클릭하면, 살고 있는 곳과 일하는 곳이 나타나며, 도시의 시민들이 실제로 집에 살고, 일하러 가고, 쇼핑하고 또한 일상 생활의 세부사항들을 볼 수 있다. 또한 화면 윗쪽엔 시민들이 시장과 대화하는 주요 수단인 트위터를 놀려먹는 물건(짹짹이)이 있다고 설명하고 있다. 시장의 행동에 대한 시민들의 의견을 보는 것은 일반적인 고문 패널을 보는 것보다 더 흥미로웠다고 디스트럭토이드는 말하고 있다. 코타쿠측 리뷰에서는 도시를 만들면서 도시 이름과 더불어, 지구 이름과 더불어 사소한 상점 이름도 바꿀수 있다고 적고 있다. 이는 간단한 내용이지만, 이런 점으로 인하여 자신이 실제로 이 도시를 소유하고 있다는 걸 느끼게 해준다고 설명하고 있다.

#### 쉬운 접근성
이스케이피스트의 리뷰에서 리뷰어는 게임 인터페이스가 잘 디자인되어 있다고 평하였다 또한 시티즈: 스카이라인의 학습곡선은 가파르지만, 도시 건설 시뮬레이션에 대해 하나도 모르는 파트너가 여러 걸리적거리는 것 없이 거의 7만명을 수용한 도시를 만들수 있다고 적었다. 또한 게임 메커니즘은 이해하기 쉽다고 결론을 내렸다. 전체적인 그리드 스타일이 지역 설정을 간단하게 만들었다고 디스트럭토이드에서 말하고 있다. 시티즈: 스카이라인의 그래픽은 '엄청나다'라고 할 수는 없지만 충분히 깔끔하고 도시의 특징을 잘 보여주고 있으며, 시스템 역시 심시티 시리즈보다 간략화되어 있는데, 대신 대략적으로 시뮬레이션을 조정할 수 있도록 되어 있다. 인벤은 시티즈: 스카이라인의 장점중 하나로 접근성을 꼽고 있는데, 이 접근성은 '간략화' 된 시스템과 더불어 지금껏 출시된 도시 건설 시뮬레이션 중 가장 발전되고 간편한 유저 인터페이스를 가지고 있기 때문으로 인벤측은 파악하고 있다. 코타쿠의 리뷰어는 시티즈: 스카이라인의 난이도는 매우 쉬우며, 리뷰어가 게임하는 도중에 돈 문제를 전혀 겪지 않았다고 말했다.

#### 지구
인벤은 물리적인 오브젝트로 구분되던 기존 도시 건설 시뮬레이션과 다르게 시티즈: 스카이라인에서 자유롭게 지정할 수 있는 지구 시스템에 대해서 호평을 내리고 있다. 코타쿠의 리뷰에서도 지구에 대해서 호평하는데, 시티즈: 스카이라인의 지구는 다른 도시 시뮬레이션 게임과 다르게 세금을 다르게 할 수 있으며, 또한 정책수립을 다르게 할 수 있다. 즉, 시티즈: 스카이라인으로 인해 도시의 구역구역들을 다르게 설정할 수 있게 되었다고 설명하고 있다.

#### 최적화 및 기타
이스케이피스트 리뷰에서는 도시 시뮬레이션 장르 특성상 연산량이 많음에도 불구하고, 30만의 인구를 소화해내는 i5 프로세서와 더불어, 서피스 프로 2에서도 최저 사양으로 8만명을 소화해 낼수 있다고 적었다. 또한 맥용 버전의 경우 윈도보다 최적화가 덜 되어 있지만 그래도 발생하는 문제는 적다고 리뷰에 남겼다.

#### 혹평
시민들의 트위터인 짹짹이(Chirpy)는 잘못된 정보를 제공하기도 하는 등 게임에 버그가 없는 건 아니었다. 또한 인벤에서는 낮과 밤이 없다는 것과 레저 건물이 없다는 것에 더불어, 도시에서 발생하는 몇가지 문제들은 해결방안이 단순하다고 지적하기도 하였다. 그러나, 이런 단점이 모드나 DLC를 통해 고쳐질 가능성을 내포하고 있으며, DLC에 대해서도 본 게임의 가격이 심시티 가격의 60%라고 지적하고 있다.
코타쿠의 리뷰에서 시티즈: 스카이라인은 끊임없이 버려진 건물을 정리하는 등의 반복적으로 지루한 일들을 계속해서 해야 하는데, 이런 사소하면서도 반복적인 일들은 전략적 사고가 거진 필요하지 않으며, 플레이어를 성가시게 하는 것처럼 보여진다. 또한 교통 시스템이 마비되어 버리면 도시에 지옥이 찾아올수 있다라고 설명하고 있으며, 시티즈: 스카이라인은 한번씩 교통만을 위한 시뮬레이터로 보일때가 종종 있다고 지적하고 있다. 리뷰어는 교통은 도시 시뮬레이션에서 중요한 요소이지만, 도시의 다른 부분에 과격하고 부정적인 영향을 미칠 필요는 없다고 리뷰어는 말하고 있다. 즉, 이런 종류의 교통은 플레이어에게 강박관념을 주기 딱 좋다는 입장이다. 간단하게, 승리가 없는 시티즈: 스카이라인의 특성상, 사람들은 목표를 대도시가 잘 굴러가는 쪽에 방향을 맞추기 때문이다.
1년뒤 같은 리뷰어가 다시 시티즈: 스카이라인을 리뷰했다. 리뷰어는 업데이트나 패치로 인해서 AI에 대한 개선과 추가가 일어날 것으로 기대하였으며, 그게 실제로 일어났다고 말했다.

#### 최종 결론
여러 매체에서 시티즈: 스카이라인을 10년이 넘는 기간중 최고, 혹은 괜찮은 도시 건설 시뮬레이션이라고 평가하였다. 디스트럭토이드의 리뷰어는 시티즈: 스카이라인의 마법이 금방 사라질 것이라 생각하지 않다고 적고 있다. 시티즈: 스카이라인은 콜로설 오더가 지속적으로 발전시킬 예정이고, 또한 시티즈: 스카이라인의 스팀 워크샵은 게임의 리플레이 가치를 높일 것이라고 적어놓고 있다. 그리고 시티즈: 스카이라인은 아주 괜찮은 게임이며, 기타 결점이 있지만, 시티즈: 스카이라인의 이름에 먹칠을 할 정도는 아니라고 맨 마지막 평에 적어놓았다. 인벤의 평가는 접근성 좋고, 손쉽게 플레이할 수 있으며, 파고 들수 있는 여지를 놓치지 않은 도시 건설 시뮬레이션이라고 하고 있다. 코타쿠의 리뷰어는 시티즈: 스카이라인의 교통 혼란은 실망스러웠지만, 시티즈: 스카이라인을 하면서 매우 즐거웠다고 말하고 있다. 전체적으로 보면 흠집이 있긴 하지만, 게임에 대한 열정을 꺾을 수 없었다고 말하고 있다. 또한 시티즈: 스카이라인은 자신의 위치, 즉 도시 건설 시뮬레이션을 좋아하는 사람들을 위한 게임이 되어야 한다는걸 잘 알고 있으며, 그 방향대로 나가고 있다고 리뷰어는 마치고 있다. 그리고 1년후의 리뷰에서 이미 시티즈: 스카이라인은 멋진 샌드박스 게임 중 하나였지만, 공식 및 비공식적으로 추가된 기능들로 인해 조금 더 멋지게 바뀌었다고 리뷰를 마치고 있다.

### 도시 시뮬레이션 장르에 미친 영향
디스트럭토이드는 10여년이 넘는 기간동안 맥시스의 심시티 시리즈가 도시 건설 시뮬레이션을 책임졌지만, 이번 심시티가 휘청거리자, 사람들이 "이게 도시 건설 장르의 끝인가?"를 묻게 되었다고 적었다. 그러면서 시티즈 스카이라인은 그에 대해서 강경하게 "아니요"라고 대답하였으며, 심시티 시리즈가 제공했는것 보다 더 뛰어나다고 리뷰에서 적었다.
인벤은 수많은 게임이 쏟아져 나오는 비디오 게임에서 심시티 시리즈가 도시 시뮬레이션의 최고 자리를 고수했다는 건 놀라운 일이라고 하면서, 이는 플레이어가 기대하던 것이 이미 '심시티' 시리즈에 들어가 있었기 때문이라고 평가하고 있다. 심시티의 경쟁자로 'Anno' 시리즈라던가, '시티즈 XL' 시리즈 같은 도전자들이 있었지만, 이 도전자들은 플레이어의 욕구를 충족해주지 못했다고 설명하고 있다. 또한 인벤 리뷰어는 심시티 시리즈가 정립한 도시 건설 시뮬레이션에서의 중요한 점은 '넓고 멋진 도시 꾸미기'와 '세세한 도시계획'이라고 말하면서, 이 둘을 동시에 추구하는 것이 도시 건설 시뮬레이션 플레이어의 소망이자 게임의 목표라고 말하고 있다. 이런 요소를 충족하기 위해서 도시 시뮬레이션 게임은 치밀한 알고리즘과 더불어 막대한 연산량을 요구하며, 훌륭한 도시 건설 시뮬레이션이 되기 위해선 여러 부분에서 완벽함을 추구해야 한다라고 인벤은 말하고 있다.
인벤은 도시 건설 시뮬레이션이라는 장르 자체가 전대 미문의 위기에 처했기 때문에 여운과 아쉬움이 남는다고 적고 있다. 최고의 자리를 구가하던 심시티 시리즈가 몰락하고, 그 짧은 난세는 의외로 조용히 지나갔는데, 이는 도시 시뮬레이션 장르가 막대한 플레이어 수를 보유한 철저하게 대중적인 장르가 아니기도 하였으며, 거기다가 심시티 시리즈가 워낙 굳건했기 때문에 거기에 다른 개발사가 도전할 생각을 하지 않았던 것이기도 했다. 그리고 심시티가 없어진 난세속에서 시티즈: 스카이라인이 나타났다고 설명하고 있다. 리뷰어는 도시 건설 시뮬레이션의 팬으로 기뻤던 점으로, 빈 왕좌에 새로운 주인으로 부족함이 없는 강자가 나타난 것, 즉, 시티즈: 스카이라인은 기대 이상이었으며, 이게 도시 건설 시뮬레이션의 끝인가?'라고 묻던 도시 시뮬레이션 팬들에게 희망을 준 게임으로 평가하고 있다.
코타쿠의 리뷰에서는 사람들은 심시티가 망하고 난후 새로운 도시 건설 시뮬레이션을 고대하고 있었으며, 콜로설 오더가 실수를 고치려고 하는 시도에 대해서 사람들은 놀라움과 기대를 가지고 있었다고 서술하고 있다.

### 수상
- PC 게이머의 2015년 올해의 게임 - 커뮤니티 챔피언[68]
- 2015년 유니티가 선정한 유니티 어워드 중 최우수상(골든 큐브)[69]
- 2015년 핀란드에서 제작한 게임에게 수여하는 핀란드 게임 최고의 시뮬레이션 / 전략 상 수상

### 상업적 성공
시티즈: 스카이라인은 발매한 후 24시간 동안 25만 카피를 판매하게 되는데, 이 숫자에는 예약 구매도 포함되어 있다. 이 숫자는 패러독스 인터랙티브의 기존 예약구매 및 판매 숫자를 뛰어넘는 숫자였다. 그후 6일이 지난 3월 16일, 시티즈: 스카이라인은 50만 카피를 판매하는데 성공하게 된다. 그후 3월 27일에는 60만 카피를 판매하는 기염을 토하게 된다. 그후 2015년 4월 14일, 100만 카피 기록을 세우게 되며, 스팀 워크샵의 사용자들이 만든 모드나 게임 내 자산이 3만 3천개이상 등록되었다. 2017년 3월 10일, 패러독스 인터랙티브는 시티즈: 스카이라인 발매 2주년을 기념하면서, 2년동안 350만 카피를 팔았다고 집계 하였다.
스팀에서 시티즈: 스카이라인은 2016년 스팀 어워드 부문중에 하나에 노미네이트되기도 하였으며, 2017년 발표한 자료에서는 2016년에 가장 많이 팔린 게임 중 하나로 집계되었다. 또한 2017년 발간된 2016년 패러독스 인터랙티브의 결산에서는 시티즈: 스카이라인의 판매로 인해 자사의 매출액이 증가하였다고 주주 결산에서 보고 하였다. 또한 2018년 3월 8일 시티즈: 스카이라인은 PC플랫폼에서 5백만 카피 판매를 달성하였다.
게임 디자이너인 카롤리나 코르포는 이와 같은 성공중 부분적인 이유로, 시티즈: 스카이라인이 기존 도시 건설 시뮬레이션의 단점을 개선했기 때문이라고 말했다.

### 내용주
1. ↑  게임패드 최적화
2. ↑  대한민국에서는 패러독스 인터랙티브와 계약을 맺은 H2 인터렉티브에서 한국어판 시티즈: 스카이라인을 배급했다.
3. ↑  1.6 이전부터 사용되던 음악, 그리고 서바이빙 마스 출시 기념 라디오까지 합해서 총 5개의 기본 라디오 스테이션이 제공된다.
4. ↑  이 내용들은 나중에 패치로 추가된다.
5. ↑  Resident(주거), Commerical(상업), Industry(공업)의 첫글자. 심시티에서 처음 만든 개념으로, 도시 건설 시뮬레이션에서 도시의 척도로 사용된다.